# قانون استفتاء الخلافة الإسباني 1947
في 6 يوليو 1947 تم إجراء استفتاء على قانون الخلافة في إسبانيا. كان الغرض من قانون خلافة رئاسة الدولة (بالإسبانية: Ley de Sucesión en la Jefatura del Estado)‏ هو استعادة ملكية إسبانيا. عين القانون فرانشيسكو فرانكو رئيسًا للدولة مدى الحياة حتى وفاته أو استقالته، لكنه منحه أيضًا سلطة تعيين خلفه ملكًا أو وصيًا للمملكة وبذلك أنشأ رسميًا مملكة إسبانيا الجديدة.
كان السؤال المطروح هو «هل توافق على قانون خلافة رئاسة الدولة؟» (بالإسبانية: ¿Aprueba el Proyecto de Ley de Sucesión en la Jefatura del Estado?)‏. وبحسب ما ورد تمت الموافقة عليه بنسبة 95.1% من الأصوات الصحيحة على إقبال 88.6%.

## النتائج
| خيار                       | الأصوات    | %      |
| -------------------------- | ---------- | ------ |
| نعم                        | 14،145،163 | 95،14  |
| لا                         | 722،656    | 4،86   |
| الأصوات الصالحة            | 14،867،819 | 97،69  |
| أصوات فارغة أو غير صالحة   | 351744     | 2،31   |
| مجموع الأصوات              | 15،219،563 | 100،00 |
| الناخبون المسجلون والإقبال | 17،178،812 | 88،59  |
| المصدر: Nohlen & Stöver    |            |        |